# Ла-Вевр
Ла-Вевр (фр. La Vaivre) — коммуна во Франции, находится в регионе Франш-Конте. Департамент — Верхняя Сона. Входит в состав кантона Сен-Лу-сюр-Семуз. Округ коммуны — Люр.
Код INSEE коммуны — 70512.

## География
Коммуна расположена приблизительно в 320 км к востоку от Парижа, в 80 км севернее Безансона, в 37 км к северо-востоку от Везуля.

## Население
Население коммуны на 2010 год составляло 211 человек.
| 1962 | 1968 | 1975 | 1982 | 1990 | 1999 | 2010 |
| ---- | ---- | ---- | ---- | ---- | ---- | ---- |
| 270  | 251  | 268  | 240  | 213  | 198  | 211  |

## Администрация
| Период | Период | Фамилия      | Партия | Примечания |
| ------ | ------ | ------------ | ------ | ---------- |
| 2001   | 2008   | Патрисия Шуэ |        |            |
| 2008   | 2014   | Ален Робер   |        |            |

## Экономика

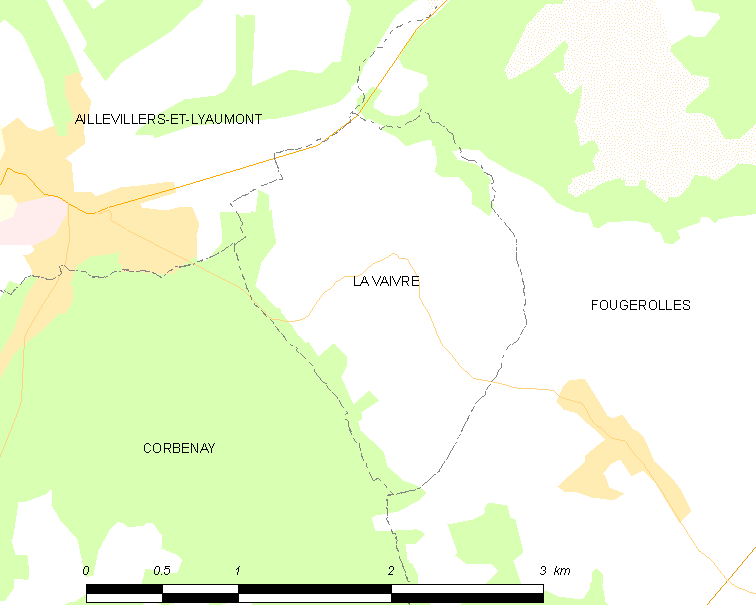
Карта коммуны

В 2010 году среди 126 человек трудоспособного возраста (15—64 лет) 86 были экономически активными, 40 — неактивными (показатель активности — 68,3 %, в 1999 году было 66,2 %). Из 86 активных жителей работали 79 человек (45 мужчин и 34 женщины), безработных было 7 (2 мужчины и 5 женщин). Среди 40 неактивных 8 человек были учениками или студентами, 20 — пенсионерами, 12 были неактивными по другим причинам.